# Andrews (Texas)
Andrews es una ciudad ubicada en el condado de Andrews en el estado estadounidense de Texas. En el Censo de 2010 tenía una población de 11.088 habitantes y una densidad poblacional de 871,74 personas por km².

## Geografía
Andrews se encuentra ubicada en las coordenadas 32°19′14″N 102°33′1″O / 32.32056, -102.55028. Según la Oficina del Censo de los Estados Unidos, Andrews tiene una superficie total de 12.72 km², de la cual 12.69 km² corresponden a tierra firme y (0.24%) 0.03 km² es agua.

## Demografía
Según el censo de 2010, había 11.088 personas residiendo en Andrews. La densidad de población era de 871,74 hab./km². De los 11088 habitantes, Andrews estaba compuesto por el 78.91% blancos, el 1.86% eran afroamericanos, el 0.95% eran amerindios, el 0.68% eran asiáticos, el 0.01% eran isleños del Pacífico, el 15.49% eran de otras razas y el 2.11% pertenecían a dos o más razas. Del total de la población el 50.2% eran hispanos o latinos de cualquier raza.